# Haley Kopmeyer
Haley Judith Kopmeyer (* 28. Juni 1990 in Troy, Michigan) ist eine ehemalige US-amerikanische Fußballtorhüterin, die zuletzt bei den Orlando Pride in der National Women’s Soccer League unter Vertrag stand.

## Karriere

### Verein
Anfang 2013 wurde Kopmeyer beim College Draft zur neugegründeten NWSL in der vierten Runde an Position 31 von Seattle verpflichtet. Ihr Ligadebüt gab sie am 19. Mai 2013 gegen den Sky Blue FC als Ersatz für Michelle Betos, die bis zu diesem Spiel wiederum die zu Saisonbeginn verletzte US-Nationaltorhüterin Hope Solo vertreten hatte. Dies blieb Kopmeyers einziger Einsatz für Seattle, da sie am 28. Juni von ihrer Franchise freigestellt wurde, um Platz im Kader für die Verpflichtung der Stürmerin Jessica McDonald zu machen.
Anfang Februar 2014 unterschrieb Kopmeyer einen neuen Vertrag in Seattle und wechselte im September 2014 auf Leihbasis bis Jahresende zum zypriotischen Erstligisten Apollon Limassol. Danach spielte sie, ebenfalls auf Leihbasis, in der australischen W-League für den Brisbane Roar FC sowie seit September 2017 für Canberra United.
2018 wechselte sie zum Verein Orlando Pride.
2020 verließ sie den Verein auf eigenen Wunsch und beendete anschließend ihre aktive Karriere. Seither ist sie Moderatorin der Fernsehshow Just Women's Sports.

### Nationalmannschaft
Im Jahr 2008 stand Kopmeyer im Aufgebot der US-amerikanischen U-18-Nationalmannschaft.